# Lista das famílias mais ricas do mundo
Várias listas das famílias mais ricas do mundo (excluindo famílias reais ou dinastias governantes autocráticas) são publicadas internacionalmente, pela Revista Forbes e também por outras revistas de negócios.
Há uma distinção entre a riqueza detida por bilionários individuais identificáveis ou por uma "família nuclear" e a noção mais ampla de uma família extensa ou de uma "dinastia" histórica, onde a riqueza de uma empresa ou negócio historicamente familiar como a família Scudder se tornou distribuídos entre vários ramos de descendentes, geralmente ao longo de décadas, variando de vários indivíduos a centenas de descendentes (como a família Rothschild). De acordo com a Bloomberg, as 25 famílias mais ricas do mundo controlam cerca de US$ 1.400.000.000.000,00 (um trilhão e quatrocentos bilhões de dólares americanos) de riqueza.

## Histórico
Excluindo as dinastias reais e a aristocracia proprietária de terras, as famílias mais ricas desde o surgimento dos bancos e do capitalismo inicial no Renascimento italiano foram:
- A família de banqueiros Rothschild tornou-se a família mais rica em meados do século XIX.[4] A riqueza acumulada da família foi dividida entre muitos descendentes, dos quais apenas um (Benjamin de Rothschild) foi oficialmente reconhecido como bilionário. Determinar a riqueza exata da família foi considerado implausível;[5] teorias conspiratórias que afirmam que a família vale trilhões de dólares não foram comprovadas.[6][7]
- A família Bardi de Florença (século XIV)
- A família Médici, como proprietária do Banco Medici, a família mais rica da Europa do século XV.
- A família Gondi de Florença, parceira financeira da família Medici no século XV.
- A família Fugger de banqueiros mercantis e capitalistas de risco, a família mais rica do século XVI.
- A família Welser, ao lado dos Fugger, uma das famílias mais importantes de banqueiros mercantis da Europa do século XVI.
- A família Baring, proprietária do Barings Bank um importante banco comercial em Londres nos séculos XVIII a XIX.
- A família Schröder, uma importante família hanseática de Hamburgo nos séculos XVIII a XIX.
- A família Goldman-Sachs, proprietária do banco de investimentos Goldman Sachs de 1869 a 1912.[8]
- A nobreza veneziana, nomeadamente as famílias Contarini, Cornaro, Dandolo, Giustinian, Loredan, Mocenigo e Morosini, monopolizaram o comércio pré-moderno enquanto governavam a República de Veneza como uma oligarquia mercantil.[9]

## Classificações contemporâneas
A lista inclui famílias que, segundo fontes confiáveis, possuem um patrimônio líquido combinado de US$ 1.000.000.000,00 (um bilhão de dólares americanos) ou mais.
| Nome da família                                        | Membros notáveis | Riqueza combinada em US$ bilhões (estimado)                      | Fonte de fortuna | País ou região                                |
| ------------------------------------------------------ | --- | ---------------------------------------------------------------- | --- | --------------------------------------------- |
| Walton                                                 | Jim Walton, Alice Walton, S. Robson Walton, Lukas Walton, Christy Walton, Ann Walton Kroenke, Nancy Walton Laurie | 224.5 (2022)                                                     | Walmart, Sam's Club | Estados Unidos                                |
| Wallenberg                                             | Jacob Wallenberg, Peter Junior Wallenberg, Marcus Wallenberg, Raoul Wallenberg. André Oscar Wallenberg, Knut Agathon Wallenberg. | 278 (2015)                                                       | SEB, Ericsson, Investor AB, SKF, Astra Zeneca, Electrolux, ABB, Saab AB, Husqvarna e Wärtsilä                                                          | Suécia                                        |
| Arnault                                                | Bernard Arnault, Delphine Arnault, Antoine Arnault | 174.5 (2022)                                                     | Dior (incl. LVMH) | França                                        |
| Mars                                                   | John Franklyn Mars, Jacqueline Mars, Marijke Mars, Pamela Mars-Wright, Laura Scudder, Valerie Mars, Victoria Mars, Charlie Mars | 160 (2022)                                                       | Mars, Incorporated Signal Oil | Estados Unidos                                |
| Koch                                                   | Charles Koch, Julia Koch, Bill Koch | 128.8 (2022)                                                     | Koch Industries | Estados Unidos                                |
| Slim                                                   | Carlos Slim, Carlos Slim Domit, Patrick Slim, Julián Slim | 100.8 (2023)                                                     | Grupo Carso, Telecom | México                                        |
| Hermes                                                 | Pierre-Alexis Dumas, Axel Dumas | 94.6 (2022)                                                      | Hermès | França                                        |
| Ambani                                                 | Nita Ambani, Isha Ambani, Anand Ambani, Akash Ambani, Anil Ambani, Tina Ambani, Jai Anmol Ambani, Jai Anshul Ambani, Mukesh Ambani | 84 (2022)                                                        | Reliance Industries, Reliance Jio Infocomm, Reliance Retail, Reliance Power, Reliance Infrastructure, Reliance Capital, Reliance Entertainment         | Índia                                         |
| Wertheimer                                             | Alain Wertheimer, Gérard Wertheimer | 79 (2022)                                                        | Chanel | França                                        |
| Bettencourt                                            | Françoise Bettencourt Meyers | 72.8 (2020)                                                      | L'Oréal | França                                        |
| Ortega                                                 | Amancio Ortega, Rosalía Mera, Sandra Ortega Mera | 72 (2017)                                                        | Inditex (includindo Zara) | Espanha                                       |
| Cargill-MacMillan                                      | Austen Cargill, James R. Cargill II, James R. Cargill, William Wallace Cargill, Marion MacMillan Pictet, Marianne Cargill Liebmann, Cargill MacMillan Sr., Cargill MacMillan Jr, John H. MacMillan Sr., John H. MacMillan, John Hugh MacMillan, Whitney MacMillan, Whitney Duncan MacMillan | 65.2 (2022)                                                      | Cargill | Estados Unidos                                |
| Thomson                                                | David Thomson, Roy Thomson, Peter Thomson, Kenneth Thomson | 53.9 (2022)                                                      | Thomson Reuters, The Woodbridge Company | Canadá                                        |
| Van Damme, De Spoelberch, De Mevius                    | Três famílias, cuja empresa coletiva tem raízes no século XIV | 52.9 (2019)                                                      | Anheuser-Busch InBev | Bélgica                                       |
| Porsche/Piëch                                          | Hans Michel Piëch, Wolfgang Porsche | 52.8                                                             | Volkswagen Group | Áustria                                       |
| Boehringer/Von Baumbach                                | Albert Boehringer, Hubertus von Baumbach | 51.9 (2019)                                                      | Boehringer Ingelheim | Alemanha                                      |
| Kamprad                                                | Três filhos de Ingvar Kamprad: Peter, Hans and Niclas Kamprad | 50.7 (2018)                                                      | IKEA | Suécia                                        |
| Lee (Byung-chul)                                       | Lee Byung-chul, Lee Kun-hee, Lee Jae-yong, Lee Boo-jin, Lee Seo-hyun, Hong Ra-hee, Hong Seok-hyun, Hong Seok-joh, Lee Myung-hee, Chung Yong-jin, Lee Jay-hyun, Lee in-hee, Cho Dong-gil, etc.                                                                                               | 40.8 (2017)                                                      | Samsung, Shinsegae, CJ, Hansol, JoongAng Group, BGF Group                                                                                              | Coréia do Sul                                 |
| Reimann                                                | Karl Ludwig Reimann, Renate Reimann-Haas, Wolfgang Reimann | 38.8 (2017)                                                      | JAB Holding Company (café), historicamente da indústria química.                                                                                       | Alemanha                                      |
| Lauder                                                 | Estée Lauder, Ronald Lauder, Leonard Lauder, Jane Lauder, William Lauder, Aerin Lauder | 38.4 (2023)                                                      | Estée Lauder Companies | Estados Unidos                                |
| Kwok                                                   | Thomas Kwok, Raymond Kwok, Kwok Tak-Seng, Kwong Siu-hing, | 38 (2019)                                                        | Sun Hung Kai Properties | Hong Kong                                     |
| Chearavanont                                           | Dhanin Chearavanont, Suphachai Chearavanont, Korawad Chearavanont | 37.9 (2019)                                                      | Charoen Pokphand | Tailândia                                     |
| (Edward) Johnson                                       | Edward C. Johnson III, Abigail Johnson | 37.4 (2019)                                                      | Fidelity Investments | Estados Unidos                                |
| Pritzker                                               | Thomas Pritzker, John Pritzker, Daniel Pritzker, Jean (Gigi) Pritzker Pucker, Jennifer N. Pritzker, Linda Pritzker, Karen Pritzker-Vlock, Matthew Pritzker, Liesel Pritzker Simmons, Penny Pritzker-Traubert, Anthony Pritzker, Jay Robert Pritzker, Nicholas J. Pritzker, Adam Pritzker    | 36.9 (2023)                                                      | Hyatt Corporation, Marmon Group | Estados Unidos                                |
| Cox                                                    | Anne Cox Chambers, James M. Cox | 36.9 (2019)                                                      | Cox Enterprises Co. | Estados Unidos                                |
| Quandt                                                 | Herbert Quandt, Johanna Quandt, Stefan Quandt, Susanne Klatten | 35 (2019)                                                        | BMW | Alemanha                                      |
| Ofer                                                   | Sammy Ofer, Eyal Ofer, Idan Ofer, Liora Ofer | 34.5 (2023)                                                      | Incorporação Imobiliária, shipping, investments | Israel                                        |
| Pinault family                                         | Francois Pinault | 33.4 (2019)                                                      | Kering | França                                        |
| Mulliez                                                | Gérard Mulliez, Michel Leclercq | 33 (2019)                                                        | Auchan, Decathlon, Association Familiale Mulliez, e centenas de outros membros da família                                                              | França                                        |
| S. C. Johnson                                          | S. Curtis Johnson | 33 (2019)                                                        | S. C. Johnson & Son | Estados Unidos                                |
| Albrecht                                               | Berthold Albrecht, Theo Albrecht, Karl Albrecht | 32.6 (2019)                                                      | Aldi, Trader Joe's | Alemanha                                      |
| Rausing                                                | Hans Rausing | 32.5 (2019)                                                      | Tetra Laval | Suécia                                        |
| Hartono                                                | Robert Budi Hartono, Michael Bambang Hartono, Armand Wahyudi Hartono, Martin Hartono, Victor Hartono | 32.5 (2019)                                                      | Djarum, Bank Central Asia | Indonésia                                     |
| Hoffmann/Oeri                                          | Fritz Hoffmann-La Roche, André Hoffmann | 31.3 (2019)                                                      | Hoffmann–La Roche | Suíça                                         |
| Ferrero                                                | Michele Ferrero, Maria Franca Fissolo, Giovanni Ferrero, Pietro Ferrero Jr. | 29.8 (2019)                                                      | Ferrero SpA | Itália                                        |
| Marinho                                                | Roberto Irineu Marinho, José Roberto Marinho, João Roberto Marinho | 28.9 (2004)                                                      | Grupo Globo, Rede Globo | Brasil                                        |
| Henkel                                                 | Friedrich Karl Henkel, Simone Bagel-Trah | 28.1 (2017)                                                      | Henkel | Alemanha                                      |
| Hearst                                                 | William Randolph Hearst and numerous others | 28 (2016)                                                        | Hearst Corporation | Estados Unidos                                |
| Dassault                                               | Serge Dassault, Olivier Dassault, Laurent Dassault | 27.8                                                             | Dassault Group, diversos. | França                                        |
| German Larrea Mota Velasco & Família                   | Jorge Larrea, Sara Mota De Larrea | 27.3 (2023)                                                      | Grupo México, Mineração | México                                        |
| Schaeffler                                             | Georg F. W. Schaeffler (Georg Schaeffler Jr.), Maria-Elisabeth Schaeffler, Georg Schaeffler Sr. | 25.9 (2017)                                                      | Schaeffler Group | Alemanha Áustria                              |
| Bass                                                   | Sid Bass, Ed Bass, Robert Bass, Lee Bass, Hyatt Bass | 25.5 (2017)                                                      | Oak Hill Capital, Energia, Desenvolvimento territorial                                                                                                 | Estados Unidos                                |
| Lee (Shau Kee)                                         | Lee Shau Kee | 24.1 (2016)                                                      | Henderson Land Development | Hong Kong                                     |
| Brenninkmeijer                                         | Clemens Brenninkmeijer, August Brenninkmeyer, Stephan Brenninkmeijer, Philippe Brenninkmeyer, Erik Brenninkmeijer | 23.4 (2017)                                                      | Cofra Group, C&A | Alemanha Países Baixos                        |
| Damani                                                 | Radhakishan Damani, Gopikishan Damani"Forbes Radhakishan Damani" | 23 (2021)                                                        | DMart, Investimentos | Índia                                         |
| Cheng                                                  | Cheng Yu-tung, Henry Cheng, Adrian Cheng | 22.5 (2017)                                                      | | Hong Kong                                     |
| Duncan                                                 | Dan Duncan, Randa Williams, Milane Frantz, Dannine Avara, Scott_Duncan | 21.5 (2016)                                                      | Enterprise Products | Estados Unidos                                |
| Møller family                                          | | 21                                                               | Maersk | Dinamarca                                     |
| Sy                                                     | Henry Sy, Hans T. Sy, Herbert T. Sy, Harley T. Sy, Henry T. Sy Jr., Teresita Sy Coson, Elizabeth T. Sy | 20.1 (2017)                                                      | SM Investments Corporation | Filipinas                                     |
| Safra                                                  | Joseph Safra, Moise Safra, Lily Safra | 19.6 (2018)                                                      | Fibria, Chiquita Brands International, Safra Group, Banco Safra, J. Safra Sarasin, Safra National Bank of New York                                     | Brasil Líbano Síria Suíça                     |
| Powell-Jobs                                            | Laurene Powell Jobs | 20.1 (2020)                                                      | Apple Inc. e Disney | Estados Unidos                                |
| Persson                                                | Erling Persson, Stefan Persson, Karl-Johan Persson | 19.6 (2017)                                                      | H&M | Suécia                                        |
| Chirathivat                                            | Tiang Chirathivat (Cheng) | 19.3 (2017)                                                      | Central Group | Tailândia                                     |
| Kwek-Quek                                              | Kwek Hong Png, Kwek Leng Beng | 18.9 (2016)                                                      | Hong Leong group | Singapura China Malásia                       |
| Newhouse                                               | Samuel Irving Newhouse Jr., Donald Newhouse | 18.5 (2016)                                                      | Advance Publications | Estados Unidos                                |
| Mittal                                                 | Lakshmi Mittal, Aditya Mittal and Pramod Mittal | 18.3 (2021)                                                      | ArcelorMittal | Índia                                         |
| Tsai (Wan-Tsai)                                        | Tsai Wan-lin, Tsai Hong-tu | 17.7 (2017)                                                      | Cathay United Bank, Cathay Life Insurance | Taiwan                                        |
| Merck                                                  | Friedrich Jacob Merck, Heinrich Emanuel Merck, Frank Stangenberg-Haverkamp, Johannes Freiherr von Baillou | 17.6 (2017)                                                      | Merck Group, Merck & Co., H. J. Merck & Co. | Alemanha                                      |
| Dorrance                                               | Dorrance Hill Hamilton | 17.1 (2016)                                                      | Campbell Soup Company | Estados Unidos                                |
| Premji                                                 | Mohamed Premji, Azim Premji, Rishad Premji | 17 (2016)                                                        | Wipro | Índia                                         |
| Heineken                                               | Freddy Heineken, Charlene de Carvalho-Heineken, Michel de Carvalho, | 16.3 (2019)                                                      | Heineken N.V. | Países Baixos                                 |
| Kuok                                                   | Robert Kuok | 16.6 (2017)                                                      | Kuok Group | Malásia                                       |
| Reuben                                                 | David Reuben, Simon Reuben | 16.3 (2016)                                                      | Incorporação Imobiliária, serviços financeiros, comércio de commodities.                                                                               | Reino Unido                                   |
| Mistry                                                 | Shapoorji Mistry, Cyrus Mistry | 16.1 (2017)                                                      | Shapoorji Pallonji Group | Índia                                         |
| Ermirio de Moraes                                      | Antônio Ermírio de Moraes, Ermirio Pereira de Moraes, Maria Helena Moraes Scripilliti | 15.4 (2004)                                                      | Votorantim S/A | Brasil                                        |
| Otto                                                   | Werner Otto, Michael Otto | 15.3 (2017)                                                      | Otto Group | Alemanha                                      |
| Chung (Ju-yung) family                                 | Chung Mong-koo, Chung Eui-sun, Chung Mong-joon, Chung Mong-gyu, Chung Mong-won, etc. | 14.8 (2017)                                                      | Hyundai Motor Group, Hyundai Heavy Industries, Hyundai Department Store Group, Halla Group, HDC Group, KCC Corporation                                 | Coréia do Sul                                 |
| Ziff                                                   | Daniel M. Ziff, Dirk Edward Ziff, Robert D. Ziff, William Bernard Ziff Jr. | 14.4 (2016)                                                      | Editoração, Ziff Davis, Ziff Brothers Investments | Estados Unidos                                |
| Sawiris[carece de fontes?]                             | Onsi Sawiris, Naguib Sawiris, Nassef Sawiris, Samih Sawiris | 14.5 (2017)                                                      | Orascom Construction Industries, Orascom Telecom Holding, Orascom Development, Orascom Group                                                           | Egito                                         |
| Du Pont                                                | List of family members | 14.3 (2016)                                                      | Incorporação Imobiliária, DuPont Chemical Company | Estados Unidos                                |
| Saji                                                   | | 14.2 (2017)                                                      | Suntory | Japão                                         |
| Birla                                                  | Kumar Mangalam Birla, Ananya Birla, Aryaman Birla, Chandra Kant Birla, Shobhana Bhartia, Yashovardhan Birla, Madhav Prasad Birla | 14.1 (2017)                                                      | Birla Institute of Technology & Science, Aditya Birla Group, Grasim Industries, CK Birla Group, Yash Birla Group, The Hindustan Times, M.P Birla Group | Índia                                         |
| Bukhman                                                | Dmitri Bukhman, Igor Bukhman | 14 (2023)                                                        | Online games | Israel                                        |
| Godrej                                                 | Adi Godrej, Pirojsha Adi Godrej, Nadir Godrej, Jamshyd Godrej | 14 (2017)                                                        | Godrej Group, Godrej and Boyce | Índia                                         |
| Hunt                                                   | H. L. Hunt | 13.7 (2016)                                                      | Hunt Oil Company, Hunt Petroleum | Estados Unidos                                |
| Goldman                                                | Sol Goldman, Amy Goldman Fowler | 13.7 (2016)                                                      | Solil Management | Estados Unidos                                |
| Bertarelli                                             | Ernesto Bertarelli | 13.6 (2018)                                                      | Serono | Itália Suíça                                  |
| Busch                                                  | Adolphus Busch, Adolphus Busch III, August Anheuser Busch Sr., August Busch III, August Busch IV | 13.4 (2016)                                                      | Anheuser-Busch | Estados Unidos                                |
| Pao                                                    | | 13.4 (2017)                                                      | BW Group | Hong Kong                                     |
| Agnelli                                                | | 13.5 (2014)                                                      | Exor | Itália                                        |
| Yoovidhya                                              | Chalerm Yoovidhya | 13.1 (2017)                                                      | Red Bull | Tailândia                                     |
| Sackler                                                | Arthur M. Sackler, Mortimer Sackler, Raymond Sackler, Richard Sackler | 13 (2016)                                                        | Purdue Pharma, Oxycontin | Estados Unidos                                |
| Dangote                                                | Aliko Dangote, Sani Dangote | 13.1 (2017)                                                      | Dangote Group | Nigéria                                       |
| Jacobs                                                 | Johann Jacobs, Walther J. Jacobs, Klaus Johann Jacobs | 12.5 (2018)                                                      | Jacobs, Barry Callebaut, The Adecco Group | Alemanha Suíça                                |
| Schindler                                              | | 12.5 (2018)                                                      | Schindler Group | Suíça                                         |
| Moreira Salles                                         | Moreira Salles, João Moreira Salles, Walter Moreira Salles, Pedro Moreira Salles, Fernando Roberto, Walter Moreira Salles Jr. | 12.4 (2004)                                                      | Itaú Unibanco, CBMM, Itaúsa, outros | Brasil                                        |
| Weston                                                 | Guy Weston, George Weston, Galen Weston Jr. | 12.3 (2013)                                                      | Loblaw Companies, George Weston Limited | Canadá                                        |
| Brown                                                  | George Garvin Brown IV | 12.3 (2016)                                                      | Brown-Forman | Estados Unidos                                |
| Marshall                                               | J. Howard Marshall II, Elaine Tettemer Marshall | 12 (2016)                                                        | Koch Industries | Estados Unidos                                |
| Mellon                                                 | Andrew Mellon, Matthew Mellon, Christopher Mellon | 11.5 (2016)                                                      | Mellon Bank | Estados Unidos                                |
| Von Schwangau                                          | Karl Von Schwangau III, Ludwig Von Schwangau Jr, Karl Von Schwangau IV | 11.3 (2017)                                                      | Knorr-Bremse, Vossloh, BlackRock | Alemanha Estados Unidos                       |
| Butt                                                   | Charles Butt | 11 (2016)                                                        | HEB Grocery Company | Estados Unidos                                |
| Kadoorie                                               | Michael Kadoorie | 11 (2017)                                                        | CLP Holding | Hong Kong                                     |
| Dos Santos                                             | José Eduardo dos Santos, Isabel dos Santos, José Filomeno dos Santos, Coréon Dú | 11 (2017)                                                        | | Angola                                        |
| Rockefeller                                            | List of family members | 11 (2016)                                                        | Standard Oil Company, Chase Manhattan Bank | Estados Unidos                                |
| Würth                                                  | Adolf Würth, Reinhold Würth, Bettina Würth | 10.8 (2016)                                                      | Würth Gruppe | Alemanha                                      |
| Gallo                                                  | Ernest Gallo, Julio Gallo | 10.7 (2016)                                                      | E & J Gallo Winery | Estados Unidos                                |
| Saputo                                                 | Lino Saputo, Joey Saputo, Mirella Saputo | 10.61 (2017)                                                     | Saputo Inc., Transforce | Canadá                                        |
| Ricardo Salinas Pliego & Família                       | Maria Laura Medina , Ninfa Sadinas Sada , Guillermo Salinas , Benjamin Salinas Sada , Hugo Salinas | 10.5 (2022)                                                      | Grupo Salinas, Retail, Media | México                                        |
| Blocher                                                | Christoph Blocher, Magdalena Martullo-Blocher, Markus Blocher | 10.5 (2018)                                                      | Ems-Chemie, Dottikon ES | Suíça                                         |
| Widjaja                                                | Eka Tjipta Widjaja, Frankie Widjaja, Franky Oesman Widjaja, Teguh Ganda Widjaja, Indra Widjaja, Sukmawati Widjaja | 10.4 (2017)                                                      | Sinar Mas Group | Indonésia                                     |
| Erdemoğlu family                                       | İbrahim Erdemoğlu, Ali Erdemoğlu | 10 (2023)                                                        | SASA Polyester | Turquia                                       |
| Gutserievs                                             | | 9.8 (2016)                                                       | BIN Group | Rússia                                        |
| Arison                                                 | Ted Arison, Micky Arison, Shari Arison | 9.7 (2023)                                                       | Carnival Cruises | Israel Estados Unidos                         |
| Grosvenor                                              | Hugh Grosvenor, 7th Duke of Westminster | 9.5 (euros, 2017)                                                | Grosvenor Group | Reino Unido                                   |
| Aponte                                                 | Gianluigi Aponte | 9.5 (2018)                                                       | Mediterranean Shipping Company (MSC) | Itália Suíça                                  |
| Liebherr                                               | Hans Liebherr, Hans Liebherr jr., Willi Liebherr, Markus Liebherr, Isolde Liebherr, Hubert Liebherr | 9.5 (2018)                                                       | Liebherr Group | Alemanha Suíça                                |
| Bajaj                                                  | | 9.3 (2017)                                                       | Bajaj Group | Índia                                         |
| Rogers                                                 | Edward S. Rogers Jr., Edward S. Rogers III | 9.13 (2017)                                                      | Rogers Communications | Canadá                                        |
| Salim                                                  | Sudono Salim, Anthoni Salim, Axton Salim | 8.8 (2017)                                                       | Salim Group | Indonésia                                     |
| Ng                                                     | Ng Teng Fong, Robert Ng, Philip Ng | 8.7 (2015)                                                       | Far East Organization | Singapura                                     |
| Koo (In-hwoi) family                                   | Koo In-hwoi, Koo Cha-kyung, Koo Bon-moo, Koo Bon-joon, Koo-Bon sik, Koo Bon-neung, Koo Kwang-mo, etc. | 8.7 (2017)                                                       | LG Group, LS Group, LIG Group, LT Group, LX Group, LF Group, Ourhome Corp, KleanNara                                                                   | Coréia do Sul                                 |
| Lohia                                                  | Sri Prakash Lohia, Mohan Lal Lohia, Aloke Lohia, Seema Lohia | 8.68 (2017)                                                      | Indorama Corporation | Indonésia                                     |
| Lee Man Tat                                            | | 8.4 (2017)                                                       | Indústria alimentícia | Hong Kong                                     |
| Haniel                                                 | Franz Markus Haniel | 8 (2017)                                                         | Franz Haniel & Cie., Metro AG, CWS-boco Gruppe | Alemanha                                      |
| Koç                                                    | Semahat Sevim Arsel, Rahmi Koç, Suna Kıraç, Mustafa Vehbi Koç, Mehmet Ömer Koç, Ali Yıldırım Koç | 8 (2016)                                                         | Koç Holding | Turquia                                       |
| Şahenk                                                 | | 7-8 (2016)                                                       | Doğuş Holding | Turquia                                       |
| Sabancı                                                | Hacı Ömer Sabancı, İhsan Sabancı, Güler Sabancı, Sevgi Sabancı, Sakıp Sabancı, Sevil Sabancı, Ömer Sabancı, Mehmet Sabancı, Şevket Sabancı, Ali Sabancı, Özdemir Sabancı, Demir Sabancı | 7-8 (for each one of Şevket, Erol, and Türkan's families) (2016) | Sabancı Holding | Turquia                                       |
| Simmons                                                | Harold Simmons | 8 (2013)                                                         | NL Industries; Titanium Metals Corporation; Valhi, Inc; CompX International; Kronos Worldwide.                                                         | Estados Unidos                                |
| Olayan                                                 | | 8 (2017)                                                         | Diversos investimentos, herança | Arábia Saudita                                |
| Camargo                                                | Rossana Camargo de Arruda Botelho, Renata de Camargo Nascimento, Regina de Camargo Pires Oliveira Dias | 8 (2004)                                                         | Mover Participações | Brasil                                        |
| Stryker                                                | Homer Stryker, Ronda Stryker, Pat Stryker, Jon Stryker | 7.9 (2015)                                                       | Stryker Corporation | Estados Unidos                                |
| Law                                                    | | 7.8 (2017)                                                       | Bossini | Hong Kong                                     |
| Heraeus                                                | Wilhelm Carl Heraeus, Jürgen Heraeus, Jan Rinnert | 7.7 (2017)                                                       | Heraeus | Alemanha                                      |
| Jindal                                                 | Savitri Jindal, Naveen Jindal and Sajjan Jindal | 7.68 (2017)                                                      | Jindal Group | Índia                                         |
| Irving                                                 | K. C. Irving, James K. Irving, Arthur Irving, John E. Irving, Sarah Irving, Robert Irving, Mary Jean Irving, Jean E. Irving, Judy Irving, John K. F. Irving, Colin D. Irving | 7.65 (2017)                                                      | Irving Group of Companies, Irving Oil, J. D. Irving | Canadá                                        |
| Mori                                                   | | 7.6 (2017)                                                       | Mori Building Company | Japão                                         |
| Firmenich                                              | Patrick Firmenich | 7.5 (2018)                                                       | Firmenich | Suíça                                         |
| Schmidheiny                                            | Max Schmidheiny Stephan Schmidheiny, Thomas Schmidheiny | 7.5 (2018)                                                       | Diversos investimentos (Holcim, i.a.) | Suíça                                         |
| Siemens                                                | Werner von Siemens, Carl Wilhelm Siemens, Carl Heinrich von Siemens, Georg von Siemens, Arnold von Siemens, Georg Wilhelm von Siemens, Carl Friedrich von Siemens, Hermann von Siemens, Ernst von Siemens, Peter von Siemens, Nathalie von Siemens, Peter C. von Siemens                    | 7.3 (2017)                                                       | Siemens | Alemanha                                      |
| Tsai (Eng-Meng)                                        | | 7.1 (2017)                                                       | Want Want China | Taiwan                                        |
| Burman                                                 | | 7.05 (2017)                                                      | Dabur | Índia                                         |
| Alejandro Bailleres Gual & Família                     | Raul Bailleres, Alberto Bailleres, Xavier Bailleres | 7.1 Billion (2022                                                | Grupo Bal , Mining | México                                        |
| Lal                                                    | | 7 (2017)                                                         | Eicher Group | Índia                                         |
| Flick                                                  | Friedrich Karl Flick, Ingrid Ragger | 6.9 (euros, 2014)                                                | | Áustria                                       |
| Berlusconi                                             | Barbara Berlusconi, Marina Berlusconi, Paolo Berlusconi, Pier Silvio Berlusconi, Silvio Berlusconi | 6.8 (2023)                                                       | Fininvest | Itália                                        |
| Herlin                                                 | Antti Herlin, Ilkka Herlin, Ilona Herlin | 6.8 (2018)                                                       | Kone, Cargotec | Finlândia                                     |
| Al Jaber                                               | Mohamed Bin Issa Al Jaber | 6.76 (euros, 2017)                                               | MBI International Holding Group | Reino Unido                                   |
| Desmarais                                              | Paul Desmarais | 6.71 (2017)                                                      | Power Corporation of Canadá | Canadá                                        |
| Oppenheimer                                            | | 6.7 (2017)                                                       | De Beers | África do Sul                                 |
| Bangur                                                 | | 6.7 (2017)                                                       | Shree Cement | Índia                                         |
| Engelhorn                                              | Curt Engelhorn, Traudl Engelhorn-Vechiatto, | 6.5 (2018)                                                       | Farmacêutica Boehringer Mannheim | Alemanha                                      |
| Khoo                                                   | | 6.4 (2017)                                                       | Maybank | Singapura                                     |
| Wertheimer                                             | Stef Wertheimer | 6.3 (2023)                                                       | Iscar Metalworking | Israel                                        |
| Johnson                                                | Barbara Piasecka Johnson, Bertram and Diana Firestone, Mary Lea Johnson Richards, Casey Johnson, Jamie Johnson (filmmaker), John Seward Johnson II, John Seward Johnson I, Robert Wood Johnson I, Robert Wood Johnson II, Robert Wood Johnson III, Woody Johnson                            | 6.3 (2015)                                                       | Johnson & Johnson | Estados Unidos                                |
| Chey (Tae-won) family                                  | Chey Tae-won, Chey Ki-won | 6.3 (2017)                                                       | SK Group | Coréia do Sul                                 |
| Wee                                                    | | 6.25 (2017)                                                      | United Overseas Bank | Singapura                                     |
| Maria Asunción Aramburuzabala & Família                | Lucrecia Aramburuzabala, Pablo Aramburuzabala | 6.2 (2022)                                                       | Tresalia Capital | México                                        |
| Sehgal                                                 | | 6.15 (2017)                                                      | Peças de automóveis | Índia                                         |
| Wadia                                                  | | 6.14 (2017)                                                      | Diversos investimentos | Índia                                         |
| Zobel de Ayala                                         | List of family members | 6.13 (2017)                                                      | Ayala Corporation | Filipinas                                     |
| Kushal Pal Singh                                       | | 6.1 (2017)                                                       | Incorporação Imobiliária | Índia                                         |
| Patel                                                  | | 6 (2017)                                                         | Cadila Healthcare | Índia                                         |
| Richardson                                             | | 5.95 (2017)                                                      | James Richardson & Sons | Canadá                                        |
| Ülker                                                  | | 5-6 (2016)                                                       | Yıldız Holding | Turquia                                       |
| Özokur                                                 | | 5-6 (2016)                                                       | Üs Holding | Turquia                                       |
| Tara                                                   | | 5-6 (2016)                                                       | Enka Holding | Turquia                                       |
| Eczacıbaşı                                             | | 5-6 (2016)                                                       | Eczacıbaşı Holding | Turquia                                       |
| Herz                                                   | | 5.7 (2002)                                                       | Tchibo, Reemtsma | Alemanha                                      |
| von Finck                                              | August von Finck Sr., August von Finck Jr., August François von Finck | 5.5 (2018)                                                       | Merck Finck & Co., Mövenpick, Von Roll Holding, e investimentos em diversas outras companhia                                                           | Alemanha Suíça                                |
| Hilti                                                  | Martin Hilti, Eugen Hilti | 5.5 (2018)                                                       | Hilti | Liechtenstein Suíça                           |
| Marguerre                                              | Wolfgang Marguerre, Frederic Marguerre, Tobias Marguerre | 5.5 (2018)                                                       | Octapharma | Alemanha Suíça                                |
| Miele and Zinkann                                      | Carl Miele, Reinhard Zinkann, Rudolf Miele, Peter Zinkann, Markus Miele, Reinhard Zinkann jr. | 5.5 (2017)                                                       | Miele | Alemanha                                      |
| Kwee                                                   | | 5.5 (2017)                                                       | Incorporação imobiliária | Singapura                                     |
| Getty                                                  | J. Paul Getty, Sir Paul Getty, John Paul Getty III, Ariadne Getty, Balthazar Getty | 5.4 (2015)                                                       | Getty Oil | Estados Unidos                                |
| Piramal                                                | Ajay Piramal, Dr. Swati A Piramal | 5.38 (2017)                                                      | Piramal Group, Piramal Enterprises Ltd., Priramal Pharma, Piramal Realty                                                                               | Índia                                         |
| Munjal                                                 | | 5.37 (2017)                                                      | Hero Group | Índia                                         |
| Tung Chee Hwa and Chee Chen                            | | 5.2 (2017)                                                       | Transporte de mercadorias | Hong Kong                                     |
| Freudenberg                                            | Carl Johann Freudenberg, Reinhart Freudenberg, Wolfram Freudenberg, Martin Wentzler | 5.2 (2017)                                                       | Freudenberg Group | Alemanha                                      |
| Shin (Kyuk-ho) family                                  | Shin Dong-bin, Shin Kyuk-ho, Shin Dong-joo, Shin Choon-ho, etc. | 5.0 (2015)                                                       | Lotte Group, Nongshim, Pulemil | Coréia do Sul                                 |
| Villela                                                | Alfredo Egydio de Arruda, Villela Filho, Ana Lucia de Mattos, Barretto Villela | 5 (2004)                                                         | Itaúsa | Brasil                                        |
| Lo                                                     | | 5 (2017)                                                         | Shui On Group | Hong Kong                                     |
| Coates                                                 | Denise Coates, John Coates, Peter Coates | 5 (euros, 2017)                                                  | Bet365 | Reino Unido                                   |
| Yazıcı                                                 | | 4-5 (2016)                                                       | Anadolu Group | Turquia                                       |
| Maggi                                                  | Lucia Borges Maggi, Blairo Borges Maggi, Marli Maggi Pissollo, Itamar Locks and Hugo de Carvalho Ribeiro | 4.9 (2004)                                                       | Grupo Amaggi, Agronegócio | Brasil                                        |
| Hayek                                                  | Nicolas Hayek, Nick Hayek, Nayla Hayek | 4.8 (2018)                                                       | The Swatch Group | Suíça                                         |
| Hult                                                   | Bertil Hult, Philip Hult, Alex Hult, Edward Hult | 4.8 (2018)                                                       | EF Education First | Suécia                                        |
| Perfetti                                               | Augusto Perfetti, Giorgio Perfetti | 4.8 (2018)                                                       | Perfetti Van Melle | Itália Suíça                                  |
| Peugeot                                                | Armand Peugeot, Roland Peugeot, Eric Peugeot | 4.8 (2018)                                                       | Diversos investimentos (Peugeot, FFP Holding, Groupe SEB, Safran, DKSH, i.a.)                                                                          | França                                        |
| Ströher                                                | Karl Ströher, Sylvia Ströher, Erika Pohl-Ströher, Bertram Pohl | 4.8 (2018)                                                       | Wella | Alemanha Suíça                                |
| Aguiar                                                 | Lina Maria Aguiar, Lia Maria Aguiar and Maria Angela Aguiar Bellizia | 4.5 (2004)                                                       | Bradesco, Bradespar | Brasil                                        |
| Milliken                                               | Roger Milliken, | 4.4 (2015)                                                       | Setor têxtil | Estados Unidos                                |
| Batista                                                | Joesly Batista, José Batista Júnior, Wesley Batista | 4.3 (2004)                                                       | JBS | Brasil                                        |
| Swarovski                                              | Daniel Swarovski, fifth generation family members | 4.1 (euros, 2014)                                                | Swarovski | Áustria                                       |
| Abudawood                                              | | 4 (2017)                                                         | Franquias, herança | Arábia Saudita                                |
| Kenyatta                                               | Jomo Kenyatta, Uhuru Kenyatta | 4 (2017)                                                         | Investimentos bacários (NCBA Group Plc, Agricultura, Hospitality                                                                                       | Quênia                                        |
| Murty                                                  | N. R. Narayana Murty, Sudha Murty, Rohan Murty, Akshata Murty, Rishi Sunak | 4–5.5 (?)                                                        | | Índia Reino Unido                             |
| Odebrecht                                              | Marcelo Odebrecht | 3.9 (2004)                                                       | Novonor | Brasil                                        |
| Sonnenberg                                             | Ralph Sonnenberg, David Sonnenberg, Marko Sonnenberg | 3.8 (2018)                                                       | Hunter Douglas | Países Baixos                                 |
| Azrieli                                                | David Azrieli, Danna Azrieli, Naomi Azrieli, Sharon Azrieli | 3.6 (2023)                                                       | Azrieli Group | Israel Canadá                                 |
| Juan Domingo Legoretta & Família                       | Maria De Jesus Legoretta | 3.4 (2022)                                                       | Belle S.A.B Tequila | México                                        |
| Rufino Vigil Gonzales & Família                        | Eduardo Vigil, Raul Vigil, Sergio Vigil | 3.3 (2022)                                                       | Industrial CH, Aço | México                                        |
| Civita                                                 | Giancarlo Francesco Civita, Anamaria Roberta Civita e Victor Civita Neto | 3.3 (2004)                                                       | Grupo Abril | Brasil                                        |
| Setubal                                                | Roberto Setubal | 3.3 (2004)                                                       | Itaú Unibanco | Brasil                                        |
| Burkard                                                | Kaspar Winkler, Urs Burkard | 3.3 (2018)                                                       | Sika AG | Suíça                                         |
| Igel                                                   | Daisy Igel | 3.2 (2004)                                                       | Grupo Ultra | Brasil                                        |
| Antonio Del Valle Ruiz & Família                       | Francisco Valle Perochena, Maria Blanca Perochena | 3.1 Billion (2022)                                               | Orbit Advance Corp, Petroquímicos | México                                        |
| Lalji                                                  | | 3.07 (2017)                                                      | Larco Group of Cos. | Canadá                                        |
| Gupta                                                  | | 3 (2017)                                                         | | África do Sul                                 |
| Kim (Jae-chul) family                                  | Kim Jae-chul, Kim Nam-jung, Kim Nam-goo, etc. | 2.5~3 (2020)                                                     | Dongwon Industries, Korea Investment Holdings | Coréia do Sul                                 |
| Carlos Hank Rhon                                       | Jorge Rohan, Alejandro Amaya, Nirvana Hank Amaya | 2.9 (2022)                                                       | LCA Capital, Setor bacário | México                                        |
| Apostolopoulos                                         | | 2.87 (2017)                                                      | Triple Group | Canadá                                        |
| Karen Virginia Legoretta & Família                     | | 2.8 (2022)                                                       | Becle S.A.B | México                                        |
| Rotenberg                                              | Arkady Rotenberg, Boris Romanovich Rotenberg | 2.8 (2016)                                                       | Stroygazmontazh | Rússia                                        |
| Ananiev                                                | | 2.8 (2016)                                                       | Promsvyazbank, PSB Bank e Renaissance Capital Bank | Rússia                                        |
| Marcondes Penido                                       | Ana Maria Marcondes Penido Sant'Anna | 2.8 (2004)                                                       | Motiva | Brasil                                        |
| Smorgon                                                | | 2.64 (2013)                                                      | Investimentos | Austrália                                     |
| Ibru family                                            | Michael Ibru | 2.5 (2017)                                                       | Ibru Organization | Nigéria                                       |
| Kaufman                                                | Andreas Kaufmann | 2.42 (2014)                                                      | Frantschach, empresa de polpa e papel | Áustria                                       |
| Shamalov                                               | | 2.4 (2016)                                                       | Ozero, outros | Rússia                                        |
| Sobey                                                  | Frank H. Sobey | 2.33 (2017)                                                      | Empire Company | Canadá                                        |
| Reichmann                                              | Paul Reichmann, Edward Reichmann, Albert Reichmann, and two others | 2.33 (2017)                                                      | Olympia and York | Canadá                                        |
| Feffer                                                 | David Feffer, Daniel Feffer, Jorge Feffer e Ruben Feffer | 2.3 (2004)                                                       | Suzano Papel e Celulose | Brasil                                        |
| Jameel                                                 | Abdul Latif Jameel | 2.2 (2017)                                                       | Concessionárias da Toyota, herança | Arábia Saudita                                |
| Fernando Chico Pardo & Família                         | Andres, Felipe, Pablo | 2.2 (2022)                                                       | Asur, Gestão de Aeroportos | México                                        |
| Slaight                                                | | 2.19 (2017)                                                      | Standard Broadcasting | Canadá                                        |
| Zekelman                                               | | 2.12 (2017)                                                      | Atlas Tube | Canadá                                        |
| Besen                                                  | John Gandel, Naomi Milgrom, John Kaldor | 2.1 (2013)                                                       | Propiedades, varejo | Austrália                                     |
| Liberman                                               | | 2.1 (2013)                                                       | Investimentos | Austrália                                     |
| Myer                                                   | | 2.1 (2013)                                                       | Investimentos, varejo, propiedades | Austrália                                     |
| Huh (Man-jung) family                                  | Huh Chang-soo, Huh Tae-soo, etc. | 2~2.5 (2021)                                                     | GS Group | Coréia do Sul                                 |
| Al-Dabbagh                                             | | 2 (2017)                                                         | Diversos investimentos, herança | Arábia Saudita                                |
| Alajlan                                                | | 2 (2017)                                                         | Roupas, incorporação imobiliária | Arábia Saudita                                |
| Alrashed                                               | | 2 (2017)                                                         | Diversos investimentos, herança | Arábia Saudita                                |
| Mayr-Melnhof                                           | | 1.95 (euros, 2014)                                               | Forestry, Mayr-Melnhof (MM Carton, MM-Packaging) | Áustria                                       |
| Roberto Hernandez Ramirez & Família[carece de fontes?] | Claudia Madrazo, Roberta Ramirez, Andrea Ramirez | 1.9 (2022)                                                       | Accival, Investimentos bancários | México                                        |
| Wilson                                                 | | 1.83 (2013)                                                      | Varejo | Austrália                                     |
| Roberts                                                | | 1.82 (2013)                                                      | Investimentos, propiedades | Austrália                                     |
| Al Muhaidib                                            | | 1.7 (2017)                                                       | Diversos investimentos, herança | Arábia Saudita                                |
| Shaymievs                                              | Airat Shaymiev, Radik Shaimiev | 1.7 (2016)                                                       | TAIF Group | Rússia                                        |
| Wright                                                 | | 1.53 (2013)                                                      | Recursos | Austrália                                     |
| Alagil                                                 | | 1.5 (2017)                                                       | Varejo | Arábia Saudita                                |
| Alfredo Harp Helu & Família                            | Alfredo Harp, Santiago Harp, Charbel Harp | 1.45 (2022)                                                      | Accival, Investimentos | México                                        |
| David Penaloza Alanis                                  | | 1.41 (2022)                                                      | Grupo Tribaza, Toll Roads | México                                        |
| Sarkisov                                               | | 1.4 (2016)                                                       | RESO-Guarantiya, Seguradora | Rússia                                        |
| Sharbately                                             | | 1.3 (2017)                                                       | Investimentos, incorporação imobiliária, herança | Arábia Saudita                                |
| Bazhayev                                               | | 1.25 (2016)                                                      | Alliance Group | Rússia                                        |
| Greiner                                                | Hans Peter Haselsteiner | 1.23 (euros, 2014)                                               | Greiner Group, materiais sintéticos | Áustria                                       |
| Talbot                                                 | | 1.21 (2013)                                                      | Recursos | Austrália                                     |
| Haselsteiner                                           | Hans Peter Haselsteiner | 1.2 (euros, 2014)                                                | Strabag AG | Áustria                                       |
| Rauch                                                  | | 1.2 (euros, 2014)                                                | Rauch Fruchtsäfte GmbH & Co OG | Áustria                                       |
| Rakhimkulovs                                           | | 1.2 (2016)                                                       | OTP Bank, MOL Group, Gazprom e VTB | Rússia                                        |
| Salteri                                                | | 1.17 (2013)                                                      | Manufatura | Austrália                                     |
| Rossy                                                  | | 1.99 (2017)                                                      | Dollarama | Canadá                                        |
| Bombardier                                             | | 1.96 (2017)                                                      | Bombardier Inc., BRP | Canadá                                        |
| Molson                                                 | Molson family | 1.95 (2017)                                                      | Molson Coors | Canadá                                        |
| Kruger                                                 | | 1.83 (2017)                                                      | Kruger, KP TISSUE | Canadá                                        |
| Al Fahim                                               | | 1.8 (2020)                                                       | Diversos, herança | United Arab Emirates                          |
| Fenty                                                  | Rihanna | 1.7                                                              | Fenty Beauty, Indústria da música | Barbados                                      |
| DeGasperis                                             | | 1.67 (2017)                                                      | ConDrain | Canadá                                        |
| Samuel                                                 | | 1.59 (2017)                                                      | Samuel, Son & Co., Samuel Manu-Tech | Canadá                                        |
| Greenberg                                              | | 1.58 (2017)                                                      | Minto Group | Canadá                                        |
| Maranghi and Castellini-Baldissera families            | Vincenzo Maranghi, Piero Castellini-Baldissera, Piero Portaluppi, Ettore Conti, Count of Verampio | 1.50 (2020)                                                      | Incorporação Imobiliária, setor têxtil, spirits, herança, setor bancário, energia                                                                      | Itália                                        |
| Latner                                                 | | 1.12 (2017)                                                      | L Group, Dynacare | Canadá                                        |
| Kapsch                                                 | Georg Kapsch | 1.08 (euros, 2014)                                               | Kapsch AG | Áustria                                       |
| Tieck                                                  | | 1.07 (2013)                                                      | Investimentos, propiedades | Austrália                                     |
| Chaudhary                                              | Binod Chaudhary, Sarika Chaudhary, Nirvana Chaudhary, Varun Chaudhary, Rahul Chaudhary | 1.07 ( 2020)                                                     | Diversos | Nepal                                         |
| Leon                                                   | | 1.06 (2017)                                                      | Leon's Furniture | Canadá                                        |
| Hasenfratz                                             | | 1.06 (2017)                                                      | Linamar | Canadá                                        |
| Palmers                                                | Christian Palmers | 1.05 (euros, 2014)                                               | Palmers Textil AG | Áustria                                       |
| Duisik-Tott-Höfer                                      | Hans Duisik, Maurizio Tott, Helga Dujsik, Christian Höfer | 1.05 (euros, 2014)                                               | Shopping City Süd | Áustria                                       |
| Doppelmayr                                             | | 1.02 (euros, 2014)                                               | Doppelmayr/Garaventa Group | Áustria                                       |
| DeGrâce                                                | | 1.017                                                            | Investimentos | Estados Unidos Canadá França Reino Unido      |
| Al Subeaei                                             | | 1 (2017)                                                         | Diversos | Arábia Saudita                                |
| Dillen                                                 | Cor Dillen, Coen Dillen, Anita Van Tuijn-Dillen, 28 more Dillen family members worldwide | 1 (2020)                                                         | Philips, Jewelry | Países Baixos, mas vivendo ao redor do mundo. |
| Hougen                                                 | Sem bilionários individuais* | 1                                                                | Hougen |                                               |